# Artedius lateralis
Artedius lateralis és una espècie de peix pertanyent a la família dels còtids.

## Descripció
- Fa 14 cm de llargària màxima.
- Aleta caudal arrodonida.
- Aletes pèlviques petites.[3][4]

## Hàbitat
És un peix marí, demersal i de clima temperat que viu entre 0-13 m de fondària.

## Distribució geogràfica
Es troba al Pacífic nord: des de les illes del Comandant (Rússia) i la costa del mar de Bering a Alaska fins a les illes Aleutianes i la badia de San Quintín (nord de la Baixa Califòrnia, Mèxic).

## Observacions
És inofensiu per als humans i capaç de respirar aire quan és fora de l'aigua.